# トラシュブロス (シュラクサイの僭主)
トラシュブロス（ギリシャ語：Θρασύβουλος）は、紀元前466年から紀元前465年にかけて、11ヵ月にわたりシュラクサイの僭主であった人物である。彼はデイノメネス家の一員で、デイノメネスの息子、そして前の僭主ゲロン及びヒエロン1世の弟であった。ゲロンの息子に対して、シュラクサイの僭主となることを諦めるよう説得して権力を手に入れたが、その数ヶ月後にデイノメネス家によって打倒された。続いてデイノメネス家も打倒され、シュラクサイで民主制が確立された。